# Czteropolówka
Czteropolówka jest nieco bardziej skomplikowaną formą płodozmianu trójpolowego, ponieważ tereny uprawne dzieli się tu na cztery pola i kolejno uprawia na nich poszczególne gatunki lub grupy roślin w czteroletniej rotacji. Klasyczna czteropolówka powstała w Anglii w XVIII wieku, obejmowała rośliny okopowe, zboża jare, rośliny motylkowe oraz zboża ozime.  Stopniowo rozprzestrzeniła się w Europie zastępując dawny system uprawy.
Często nazywana jest także czteropolówką norfolską.